# Lasioderma corsicum
Lasioderma corsicum is een keversoort uit de familie klopkevers (Anobiidae). De wetenschappelijke naam van de soort is voor het eerst geldig gepubliceerd in 1899 door Schilsky.